# Сорабистика
Сорабистика (глсрп. и длсрп. Sorabistika) научна је дисциплина која изучава лужичкосрпске језике и културу Лужичких Срба.

## Центри сорабистике
- У Њемачкој: Лужичкосрпски институт у Будишину (издаје наулни часопис „Lětopis” и серију монографија „Spisy Serbskeho instituta”) и Институт за сорабистику на Универзитету у Лајпцигу (припрема наставнике за рад у школама на горњолужичкосрпском и доњолужичкосрпском језику,[1] издаје научни часопис „Sorapis”);
- У Чешкој: Катедра за словенске студије на Карловом универзитету и Друштво пријатеља Лужице (издаје научни часопис „Česko-lužický věstník”). У Прагу се налази највећа колекција лужичкосрпске књижевности изван Лужице — Библиотека Горника;[2]
- У Пољској: Институт словенске филологије на Универзитету у Варшави (издаје научни часопис „Zeszyty Łużyckie”) и одјељење славистике на Пољској академији наука;
- У Украјини: Сорабистички центар на Институту славистике Националног универзитета Ивана Франка у Лавову (издаје зборник „Питања сорабистике”, сорабистички материјали се такође штампају у зборнику „Проблеми словјанознавства”);
- У Русији: Институт словенских студија Руске академије наука (сорабистички материјали објављују се у научном часопису „Славјановеденије”);[3]
- У Србији: научно-образовни пројекат „Растко Лужица” (највећа свјетска дигитална библиотека сорабистике),[4] окупљање научних истраживача локалних школа сорабистике.[5]